# Pauline Marie Armande Craven
Pauline Marie Armande Craven (Londres, 12 de abril de 1808 — Paris, 1 de abril de 1891) foi uma escritora francesa.
Referência de pesquisa - realizada em agosto de 2025